# Saint-Clément-les-Places
Saint-Clément-les-Places este o comună în departamentul Rhône din sud-estul Franței. În 2009 avea o populație de 659 de locuitori.

## Evoluția populației
| An        | 1975 | 1982 | 1990 | 1999 | 2006 | 2009 |
| --------- | ---- | ---- | ---- | ---- | ---- | ---- |
| Populație | 508  | 426  | 473  | 536  | 630  | 659  |